# کریس پترسن (نقشه‌خوان)
کریس پترسن (زاده ۶ سپتامبر ۱۹۶۹)  یک راننده سابق رالی بریتانیایی-ایرلندی است.